# T.J. Sapp
Daniel Timothy (T.J.) Sapp (Fort Lauderdale, Florida, Estados Unidos, 27 de septiembre de 1992) es un jugador de baloncesto estadounidense. Con 1,91 metros de estatura oficial, juega en la posición de escolta. Posee la doble nacionalidad norteamericana y jamaicana.

## Trayectoria
Comenzó su carrera universitaria en la Universidad Clemson, formando parte de la plantilla de los Tigers en las temporadas 2011-12 y 2012-13, disputando la División I de la NCAA. En 2013 fue transferido a la Universidad de Murray State, donde jugó para los Racers, graduándose en 2015 con unos promedios de 12,3 puntos (acreditando un 37% en lanzamientos de tres puntos), 3,2 rebotes y 2,9 asistencias.
En la temporada 2015-16 comenzó su carrera profesional en las filas del MLP Academics Heidelberg, equipo de la ProA -la segunda categoría del baloncesto alemán|, disputando únicamente 8 encuentros. Posteriormente jugó en los Búcaros de Bucaramanga de la Liga Profesional de Baloncesto de Colombia, equipo con el que alcanzó la final, promediando 18,4 puntos, 3,4 rebotes y 3,3 asistencias. 
La siguiente campaña 2016-17 la hizo en el Boulazac Basket Dordogne, club de la LNB Pro B -la segunda categoría del baloncesto francés-, completando la temporada con medias de 9,1 puntos, 2 rebotes y 2 asistencias por partido y contribuyendo al ascenso de su equipo a la LNB Pro A. 
Inicia la temporada 2017-18 en los Kangoeroes Basket Willebroek de la Pro Basketball League de Bélgica, abandonando el club tras 12 partidos y regresando a Francia para jugar con el Jeanne d'Arc Vichy-Clermont, de la LNB Pro B. Tras haber disputado únicamente 5 encuentros, sufrió la rotura del quinto metatarso de su pie derecho, causando baja para el resto de la temporada.
En noviembre de 2018 se anuncia su incorporación al Cáceres Patrimonio de la Humanidad para disputar la Liga LEB Oro española. Con dicho club completó la temporada 2018/19, acreditando promedios de 7,8 puntos, 1,8 rebotes y 1,1 asistencias en 25 partidos.
En la temporada 2019-20 juega para el Raj Zilina de la Slovenská Basketbalová Liga, logrando 11.6 puntos y 2.7 rebotes por encuentro.